# بيبان
قرية بيبان هي إحدى القرى التابعة لمركز كوم حمادة في محافظة البحيرة في جمهورية مصر العربية. حسب إحصاءات سنة 2006، بلغ إجمالي السكان في بيبان 19960 نسمة، منهم 10210 رجل و9750 امرأة.

## التاريخ
قرية بيبان من القرى القديمة، حيث ذكر إميل أميلينو في كتابه «جغرافية مصر في العصر القبطي» قرية اسمها «Babaouin» في إقليم البحيرة، رجّح محمد رمزي أنها هي قرية بيبان، ووردت باسمها الحالي في قوانين ابن مماتي وفي تحفة الإرشاد من أعمال حوف رمسيس، وفي التحفة السنية لابن الجيعان في أعمال البحيرة،